# Art the Clown
Art the Clown ist eine fiktive Figur und der Hauptantagonist in der Terrifier-Horror-Franchise und verwandten Medien.
Die von Damien Leone geschaffene Figur trat erstmals in den Kurzfilmen The 9th Circle (2008) und Terrifier (2011) auf. Beide Shorts wurden in den Anthologiefilm All Hallows’ Eve – Komm raus und spiel! (All Hallows’ Eve) (2013) aufgenommen, der das Spielfilmdebüt der Figur markierte. In diesen frühen Auftritten wurde er von Mike Giannelli dargestellt, bevor Giannelli sich von der Schauspielerei zurückzog. Er wurde durch David Howard Thornton ersetzt, der Art in Terrifier (2016), Terrifier 2 (2022) und Terrifier 3 (2024) verkörperte.
Art debütierte als Hintergrundfigur in Leones Regiedebüt-Kurzfilm, um verschiedene Horrorkonzepte auszuprobieren. Das Publikum reagierte am meisten auf Art, was Leone dazu veranlasste, die Figur im Laufe des nächsten Jahrzehnts zu einem immer wiederkehrenden Slasher-Bösewicht zu entwickeln. Nach dem kritischen und kommerziellen Erfolg von Terrifier 2 wurde Art zu einer Figur der Popkultur und zu einem ikonischen bösen Clown. Filmstarts-Redakteur Stefan Geisler beschrieb ihn als „Horror-Legende“, die „in einem Atemzug mit Freddy, Jason und Co. genannt wird“.
Der Hintergrund der Figur bleibt unklar, obwohl alle seine Auftritte zeigen, dass er übernatürliche Fähigkeiten besitzt. Seine Erzfeindin ist das Final Girl Sienna Shaw (Lauren LaVera), wobei Leone die beiden Figuren Sienna und Art so schrieb, dass sie biblische Untertöne von Gut und Böse widerspiegeln.

## Auftritte

### Film
Der Charakter hatte seinen ersten Auftritt in dem Kurzfilm The 9th Circle (2008), in dem er eine junge Frau namens Casey (Kayla Lian) in einer leeren Bahnstation in der Halloween-Nacht verfolgt. Art, der in diesem Film nur eine Nebenrolle spielt, entführt Casey und bringt sie zu einem satanischen Kult, um sie Satan zu opfern.
Seinen zweiten Auftritt hatte Art in dem Kurzfilm Terrifier (2011), in dem er eine junge Frau verfolgt und quält, die Zeuge eines seiner Morde an einer Tankstelle wird.
Sein Spielfilmdebüt gab die Figur in All Hallows’ Eve – Komm raus und spiel! (2013), der die beiden vorangegangenen Kurzfilme als Segmente auf VHS-Kassetten enthält, die sich die Protagonistin Sarah (Katie Maguire) mit den Kindern ansieht, auf die sie in der Halloween-Nacht aufpasst. Art dringt in die reale Welt ein und ermordet die Kinder, die von einer verängstigten Sarah gefunden werden.
Der zweite Auftritt von Art in einem Spielfilm war in dem Slasher-Film Terrifier (2016). In Terrifier lebt Art im fiktiven Miles County, New York, und verfolgt in der Halloween-Nacht die Partygängerin Tara Heyes (Jenna Kanell), ihre jüngere Schwester Vicky (Samantha Scaffidi) und ihre beste Freundin Dawn Emerson (Catherine Corcoran). Nachdem er Tara und Dawn getötet hat, hat er es auf Vicky, die einzige Überlebende, abgesehen. Sie kämpft gegen Art, bis er sie mit einem Pick-up überfährt und ihr die Hälfte des Gesichts abfrisst, so dass sie entstellt ist. Bevor er sie töten kann, wird er von der Polizei mit vorgehaltener Waffe gestellt, und er begeht Selbstmord.
In Terrifier 2 (2022) erweckt ein unheimliches Wesen, bekannt als das Little Pale Girl (Amelie McLain), Art wieder zum Leben und begleitet ihn bei der Verfolgung von Sienna Shaw (Lauren LaVera) und ihrem jüngeren Bruder Jonathan (Elliot Fullam). Ihr Vater Michael (Jason Patric) war ein Künstler, der an einem Gehirntumor starb. Er sah Art und seine Opfer in seinen Skizzen, bevor sie geschahen, und zeichnete Sienna als eine Heldin im Engelskriegergewand, die Art besiegen sollte, und schenkte ihr vor seinem Tod ein Schwert. Sienna, die ein Halloween-Kostüm nach den Skizzen ihres Vaters angefertigt hat, kämpft in einem verlassenen Jahrmarkt gegen Art. Art wird besiegt, nachdem Sienna ihn mit dem Schwert ihres Vaters enthauptet hat. Er wird jedoch wieder zum Leben erweckt, nachdem Vicky Heyes, die sich in einer psychiatrischen Klinik befindet, seinen lebenden Kopf als seine neue Mutter zur Welt gebracht hat und von dem kleinen blassen Mädchen besessen ist.

## Konzept und Schöpfung
Leones Idee zu Art entstand aus der Vorstellung einer Frau, die von der Arbeit kommt und den Stadtbus nach Hause nimmt, in den ein Clown einsteigt, der ihr gegenüber sitzt und sie verhöhnt. Er stellte sich Art als eine Kombination aus Unbehagen und Komik für die Zuschauer vor, wobei die Figur „zunehmend einschüchternder und aggressiver“ wird.
Art trat als Nächstes in Leones Nachfolgefilm auf, dem Kurzfilm Terrifier (2011), der Arts Verfolgung eines Kostümbildners verfolgte, der Zeuge eines seiner Morde an einer Tankstelle war; er hatte eine größere Rolle in diesem Film, nachdem Leute, die The 9th Circle gesehen hatten, Leone ihr Interesse an ihm bekundet hatten. Der Filmproduzent Jesse Baget, der die Kurzfilme auf YouTube gesehen hatte, trat an Leone heran, um sie in einen Sammelfilm aufzunehmen. Leone sah dies als Gelegenheit, einen Spielfilm über Art zu drehen, und stimmte schließlich zu. Daraus entwickelte sich All Hallows’ Eve – Komm raus und spiel! (2013) und beinhaltete die Geschichte einer Babysitterin, die zur Zielscheibe von Art wird, nachdem eines der Kinder, auf das sie aufpasst, eine VHS-Kassette erhält, auf der Art nach dem Süßes-oder-Saures-Spiel zu sehen ist. Dieser Anthologie-Film würde weiter andeuten, dass Art ein übernatürliches Wesen ist, obwohl sein Hintergrund unklar bleibt. Der Schauspieler Mike Giannelli, der mit Leone befreundet ist, stellte Art in all diesen Auftritten dar, bevor er sich von der Schauspielerei zurückzog.
Nach der Veröffentlichung von All Hallows’ Eve – Komm raus und spiel! wollte Leone einen abendfüllenden Film drehen, der sich ausschließlich auf Art konzentrieren sollte, da er der Meinung war, dass in den 2010er Jahren ein ikonischer Horrorschurke fehlte, insbesondere eine originelle Clownsfigur. Er wollte aus Art das Gegenteil von Pennywise dem tanzenden Clown machen, sowohl in der Charakterisierung als auch im Aussehen; Art hat eine Glatze, spricht nicht, benutzt Waffen und trägt schwarz-weißes Make-up und Kleidung. Nach Giannellis Ausscheiden wurde die Rolle mit David Howard Thornton besetzt, Leone beschreibt den Unterschied in der Besetzung folgendermaßen: „Mike hätte genauso gut ein als Clown verkleideter Mann sein können, während David ein Clown ist. Wenn man ihn persönlich kennt, ist er eine wandelnde Karikatur. Im wirklichen Leben ist er Roger Rabbit, und man würde nie glauben, dass er Art the Clown ist, aber er weiß, wie man den Schalter umlegt und ihn an einen dunklen Ort bringt“. Thornton sah eine Ausschreibung auf der digitalen Casting-Website Actors Access für einen großen, dünnen, komödiantischen Schauspieler, der Erfahrung mit Clownerie und Comedy hat. Da er durch All Hallows’ Eve – Komm raus und spiel! mit Art the Clown vertraut war, bat Thornton seinen Agenten, ihn für die Rolle vorzuschlagen; nachdem er während seines Vorsprechens eine Killerszene improvisiert hatte, wurde er für die Rolle gecastet.

## Rezeption
In einer positiven Rezension für die Zeitschrift Starburst schrieb Sol Harris: „Art ist ein wirklich geheimnisvoller und unvergesslicher Bösewicht. Oft ist es wirklich unangenehm, ihm zuzuschauen, was ihn von Horror-Ikonen wie Freddy Krueger und Chucky unterscheidet. Besondere Anerkennung gebührt David Howard Thornton für eine wirklich wunderbare Darbietung, die es mit Curry und Skarsgård aufnehmen kann.“
Der Blog Film School Rejects lobte Thorntons Darstellung eines grauenerregenden Bösewichtes, verriss den Film Terrifier aber als Folterporno, der nichts interessantes zu sagen habe, und bezeichnete die Figur Art the Clown als Mysoginist mit tiefem Hass auf Frauen.

## Art the Clown in anderen Medien

### Comic-Adaption
Im Jahr 2021 erschien der 2016er-Film Terrifier als Comic-Adaption.

### Weitere Medien
2018 brachte das Bekleidungsunternehmen Terror Threads einen Weihnachtspullover heraus, auf dem die Figur abgebildet war.
Der amerikanische Rapper und Sänger Ghostemane nannte den Film Terrifier als einer der Einflüsse für sein Studioalbum Anti-Icon (2020).
David Howard Thornton spielte später die Rolle von Art the Clown in der Comedyserie Bupkis in der Episode „Show Me the Way“ (2023).
In Call of Duty: Warzone und Call of Duty: Modern Warfare III tritt Art in einem Ereignis namens „The Haunting“ auf.
Ein auf der Figur basierender Song von Ice Nine Kills mit dem Titel „A Work of Art“ ist im dritten Film Terrifier 3 zu hören.